# Beta Trianguli Australis
Beta Trianguli Australis (β TrA, β Trianguli Australis) é a segunda estrela mais brilhante da constelação de Triangulum Australe, com uma magnitude aparente de 2,85. Com base em medições de paralaxe, está localizada a aproximadamente 40,37 anos-luz (12,38 parsecs) da Terra. Tem um movimento próprio particularmente rápido pela esfera celeste, de quase meio segundo de arco por ano.
O espectro de Beta Trianguli Australis corresponde a uma classificação estelar de F1 V, o que indica que é uma estrela de classe F da sequência principal. Tem uma massa de 1,65 vezes a massa do Sol e um raio de 1,9 vezes o raio solar. Emite uma luminosidade 8,5 vezes maior que a do Sol a uma temperatura efetiva de cerca de 7 400 K, o que lhe dá a coloração branco-amarela típica de estrelas de classe F. Beta Trianguli Australis forma uma estrela dupla com uma anã laranja ou anã branca de magnitude 13 a uma separação de quase três minutos de arco na esfera celeste, o que é provavelmente apenas uma coincidência na linha de visão.
Observações com o Telescópio Espacial Spitzer revelam que Beta Trianguli Australis emite radiação infravermelha em excesso. Isso sugere a presença de material circunstelar no sistema, que pode ser um disco de detritos. A estrela pode ser um membro do grupo Beta Pictoris, uma associação de cerca de 17 estrelas que compatilham origem e movimento pelo espaço. Se for um membro do grupo, Beta Trianguli Australis tem uma idade de cerca de 12 milhões de anos, que é a idade do grupo em si.
Beta Trianguli Australis é uma das estrelas que aparecem na bandeira do Brasil. Ela simboliza o estado de Santa Catarina.